# Antas (Porto)
Antas é uma paróquia e um bairro na cidade do Porto que apesar de não ser uma freguesia é grande, sendo a sua sede na Igreja Paroquial de Santo António das Antas. É considerada uma zona nobre da cidade, onde residem aristocratas.
A zona das Antas encontra-se dividida pelas freguesias do Bonfim, de Campanhã e de Paranhos.
O coração da zona das Antas é a Praça Francisco Sá Carneiro (antiga Praça Velásquez) e a sua coluna vertebral é a Avenida de Fernão de Magalhães. Outras vias importantes desta zona são:
- Avenida dos Combatentes da Grande Guerra
- Alameda das Antas
- Alameda Eça de Queirós
- Rua das Antas
- Rua Oliveira Martins

O nome Antas tornou-se mundialmente conhecido através do antigo estádio do Futebol Clube do Porto, com o mesmo nome.
O padroeiro da paróquia das Antas é Santo António.
Francisco Xavier da Silva Pereira foi feito 1.° Barão das Antas, 1.° Visconde das Antas e 1.° Conde das Antas.